# Lionel Wiener
Pour les articles homonymes, voir Wiener.

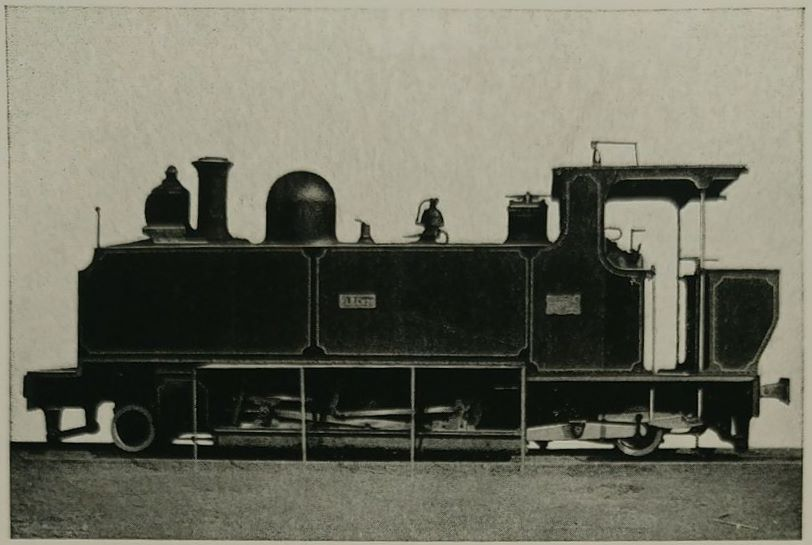
Locomotive Tender 2-6-2-T, à voie de 0m75, construite par la société L'Energie pour la Fayoum Light Ris Co

Lionel Wiener (Bruxelles, 13 avril 1879 - Bordeaux, 5 septembre 1940) est un ingénieur ferroviaire qui, avant la Première Guerre mondiale, a participé à de nombreux projets ferroviaires en Belgique, dont celui des locomotives articulées.
Sous le nom de plume de Lionel Renieu, il a composé plusieurs opérettes et est l'auteur d'une Histoire des théâtres de Bruxelles.

## Publications
Lionel Wiener
- Les Locomotives Garratt, Paris, 1924.
- Les Locomotives articulées actuelles, Paris, Dunod, 1929.
- Les Chemins de fer coloniaux de l'Afrique, Bruxelles, Goemaere, 1930.
- L'Égypte et ses chemins de fer, Bruxelles, M. Weissenbruch, 1932.

Lionel Renieu
- Histoire des théâtres de Bruxelles, depuis leur origine jusqu'à ce jour, Bruxelles, Duchartre et Van Buggenhoudt, 1928, 2 vol. (1219 p.).
- Les d'Hannetaire, 1931, 8 p.
- La Chimère, ou Pierrot alchimiste, opéra-comique en un acte, Paris, M. Eschig, 1934.
- Prince chéri, opérette en trois actes, Paris, M. Eschig, 1934.
- Princesse des Pyramides, opéra-bouffe en trois actes, Paris, M. Eschig, 1935.